# Kumimanu
Kumimanu — викопний рід пінгвінів, який існував у пізньому палеоцені, 60-56 млн років тому. Скам'янілі рештки птаха знайдені на півдні Нової Зеландії.

## Види
Виділяють два види:
- Kumimanu biceae. Описаний у 2017 році командою під керівництвом німецького палеонтолога Джеральда Майра. Рештки птаха виявлені у формації Вайпара Грінсанд.
- Kumimanu fordycei. Описаний у 2023 році з решток, що виявлені у формації Моеракі.

## Назва
Родова назва Kumimanu перекладається з мови маорі як «страшний птах». Назва виду K. biceae вшановує ім'я матері одного з дослідників решток птаха. Назва виду K. fordycei дана на честь новозеландського палеонтолога Юена Фордайса.

## Опис
За оцінками, птах сягав заввишки 160—177 см та важив близько 100 кг. Таким чином, це другий за розміром з відомих викопних пінгвінів. За зовнішнім виглядом та способом життя Kumimanu, швидше за все, був схожий на сучасних пінгвінів.